# Frigidoalvania
Frigidoalvania is een geslacht van weekdieren uit de klasse van de Gastropoda (slakken).

## Soorten
- Frigidoalvania asura (Yokoyama, 1926)
- Frigidoalvania brychia (A. E. Verrill, 1884)
- Frigidoalvania cruenta (Odhner, 1915)
- Frigidoalvania flavida Golikov & Sirenko, 1998
- Frigidoalvania janmayeni (Friele, 1878)
- Frigidoalvania pelagica (Stimpson, 1851)
- Frigidoalvania sitta (Yokoyama, 1926)
- Frigidoalvania tanseimaruae Hasegawa, 2014
- Frigidoalvania thalassae Bouchet & Warén, 1993